# Ulrike Wagener
Ulrike Wagener (* 1960) ist eine deutsche reformierte Theologin und Ethikwissenschaftlerin.

## Leben
Wagener studierte Evangelische Theologie, Geschichte und Philosophie mit dem Schwerpunkt Sozialethik an der Westfälischen Wilhelms-Universität Münster und der University of Pittsburgh. 1992 wurde sie mit der Arbeit „Die Ordnung des Hauses Gottes“ in Münster promoviert.
Ulrike Wagener ist Professorin für Berufsethik an der Hochschule für Polizei Baden-Württemberg in Villingen-Schwenningen. Sie hat verschiedene Lehraufträge, wie 2005/06 einen Lehrauftrag im Gebiet Feminismus am Fachbereich Evangelische Theologie der Universität Hamburg.
Sie engagiert sich seit vielen Jahren in der deutsch-schweizerischen Projektgruppe „Ethik im Feminismus“ und ist Beteiligte am Ethik-Netzwerk Baden-Württemberg.

## Schriften
- Ulrike Wagener, Andrea Günter, Ina Praetorius: Weiberwirtschaft weiterdenken. Edition Exodus 1998, ISBN 3-905577-27-5.
- Ulrike Wagener, Dorothee Markert, Antje und Günter, Andrea Schrupp: Liebe zu Freiheit, Hunger nach Sinn. Flugschrift über Weiberwirtschaft und den Anfang der Politik. Christel Göttert Verlag 1999, ISBN 3-922499-36-8.
- Ulrike Wagener, Andrea Günter: Jahrbuch der Europäischen Gesellschaft 4 für die theologische Forschung von Frauen. M. Grünewald, Mainz 1999, ISBN 3-7867-1958-6.